# Gran Premio Industria e Artigianato 1989
Il Gran Premio Industria e Artigianato 1989, ventitreesima edizione della corsa e tredicesima con questa denominazione, si svolse l'8 luglio su un percorso di 220 km, con partenza e arrivo a Larciano. Fu vinto dall'australiano Eddie Salas della Polli-Mobiexport davanti agli italiani Gianbattista Bardelloni e Maurizio Fondriest.

## Ordine d'arrivo (Top 10)
| Pos. | Corridore               | Squadra                   | Tempo    |
| ---- | ----------------------- | ------------------------- | -------- |
| 1    | Eddie Salas             | Polli-Mobiexport          | 5h26'00" |
| 2    | Gianbattista Bardelloni | Verynet-FNT-Juvenes       |          |
| 3    | Maurizio Fondriest      | Del Tongo-Mele Val di Non |          |
| 4    | Pierino Gavazzi         | Polli-Mobiexport          |          |
| 5    | Antonio Fanelli         | Polli-Mobiexport          |          |
| 6    | Marco Vitali            | Atala-Campagnolo          |          |
| 7    | Rolf Sørensen           | Ariostea                  |          |
| 8    | Davide Cassani          | Gewiss-Bianchi            |          |
| 9    | Fabrizio Vannucci       | Selca-Conti               |          |
| 10   | Enrico Galleschi        | Pepsi Cola-Alba Cucine    |          |